# リューリク (装甲巡洋艦・初代)
リューリク（ロシア語: Рю́рикъ）は、ロシア帝国海軍の装甲巡洋艦。日露戦争の蔚山沖海戦で沈没。

## 艦形

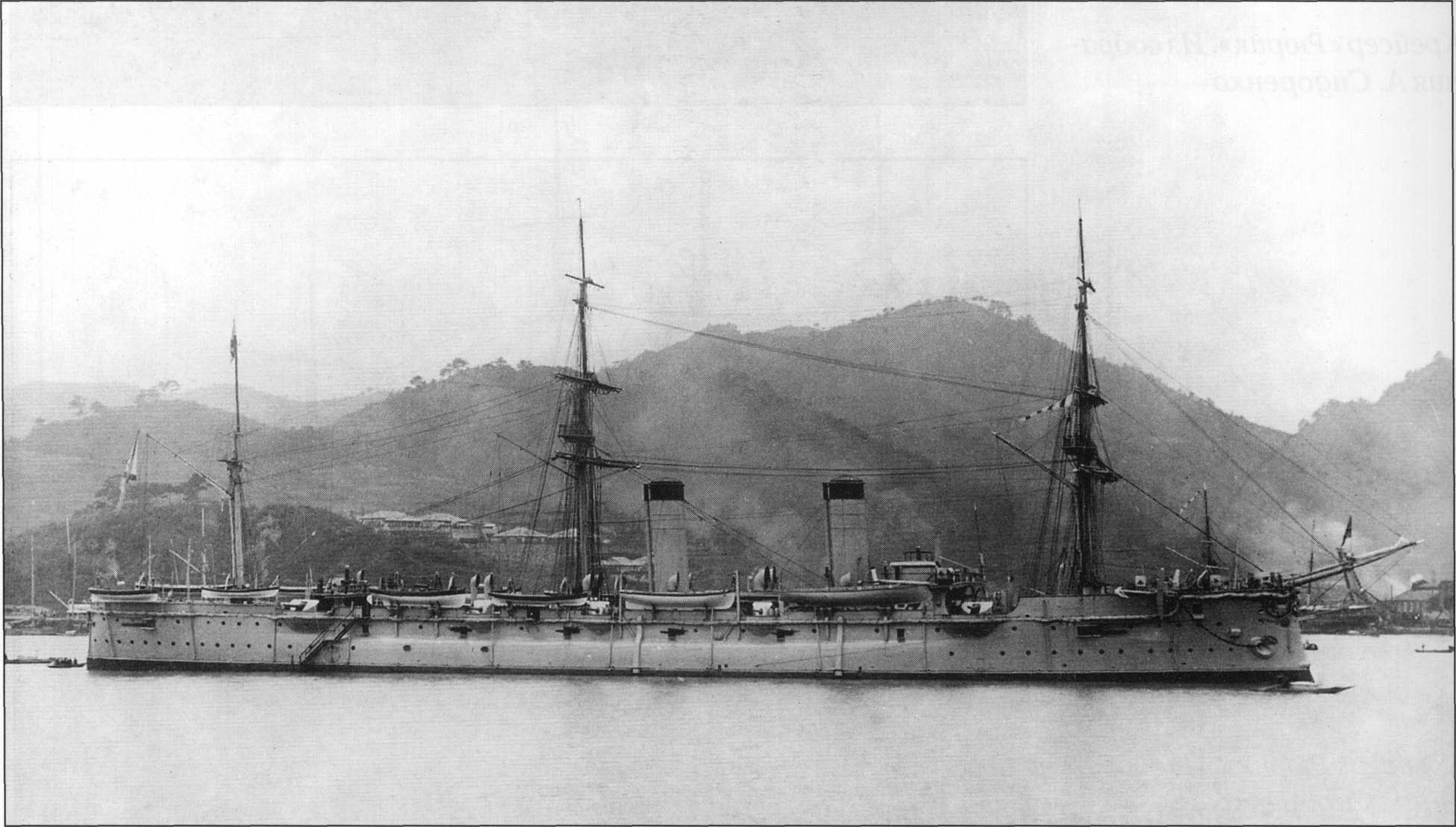
長崎に停泊している本艦。

本艦の基本設計は装甲艦の延長で水面からの乾舷が艦首から艦尾まで高い平甲板型船体である。本艦の船体形状は艦首水面下に衝角をもつ平甲板型船体に帆走用の3本のマストと中央部に2本煙突を持つ当時の一般的な装甲艦の形態である。本級は防御面において前級よりも強化され、船体の側面は203mmから305mmの厚さを持つ鉄板で防御され、砲郭部は305mm、司令塔は最厚で152mmであった。

## 武装

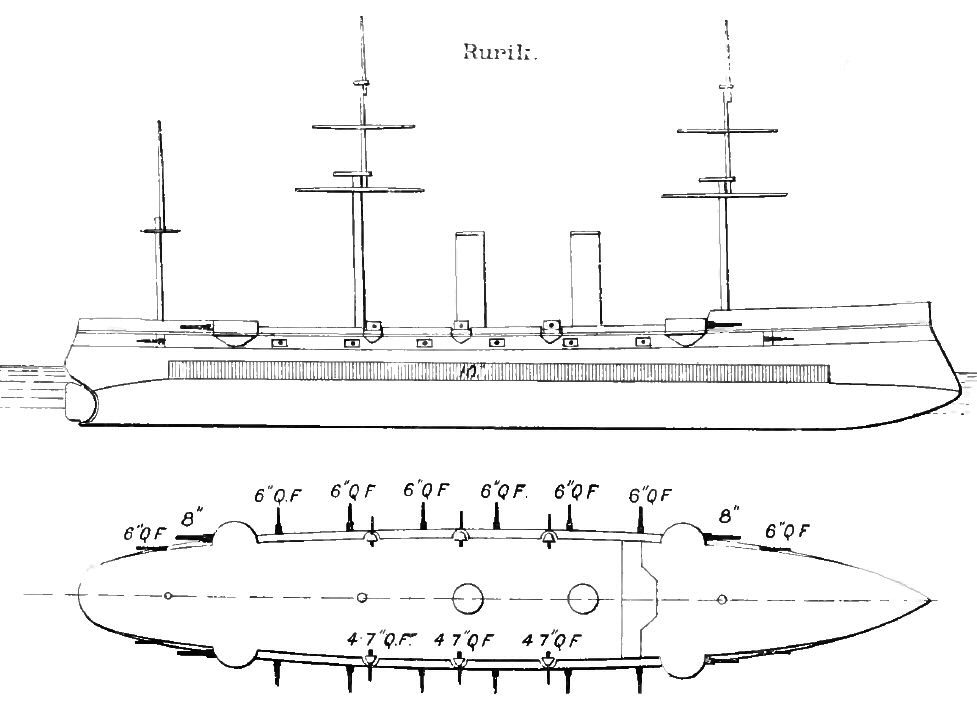
武装・装甲配置の概略図。

### 主砲

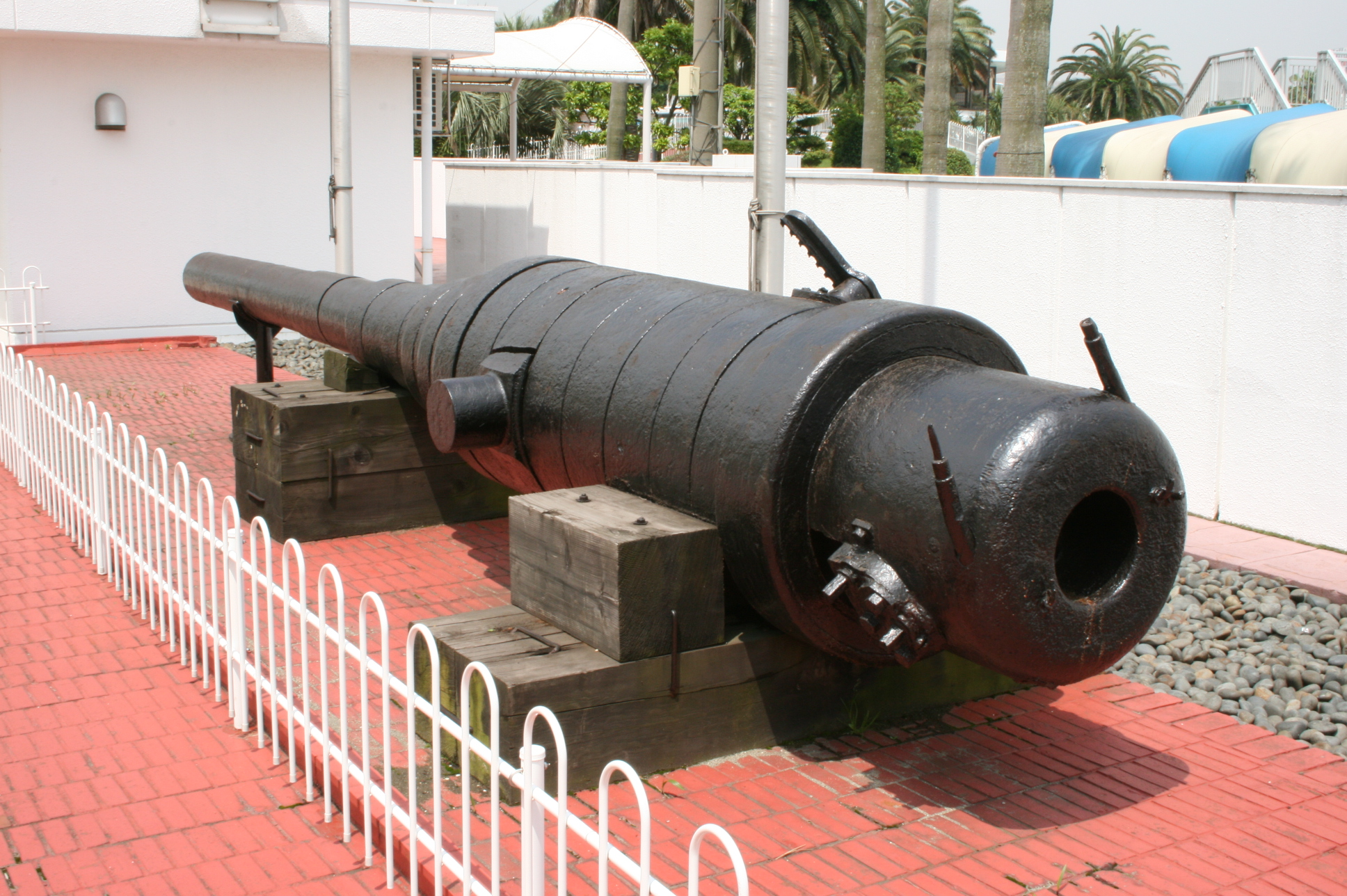
35口径1892年型 203mm 砲。写真は同型砲を搭載した巡洋艦「アドミラル・ナヒモフ」の主砲身。

本艦の主砲には、ライフル砲である35口径1892年型 203mm 砲が採用された。その性能は90kgの砲弾を最大仰角15度で9,150mまで届かせる性能であった。これを単装砲架で舷側ケースメイト配置で4基を搭載した。砲架の俯仰角能力は仰角15度・俯角5度で旋回角度は200度の旋回角度を持っていた。発射速度は毎分1発であった。

### 副砲、その他武装等
本艦の副砲は45口径1892年型 152mm 砲を採用した。その性能は41.4kgの砲弾を、仰角13.4度で9,140mまで届かせられ、射程5,490mで43mmの鉄板を貫通できた。これを単装砲架で舷側ケースメイト配置で16基を搭載した。砲架の俯仰角能力は仰角20度・俯角5度であった。旋回角度は狭い砲門から砲身を出すので射界に制限があった。発射速度は毎分7発であった。
その他に12cm単装砲を6基、近接戦闘用に43口径オチキス 47mm 砲を単装砲架で6基、20 口径 37 mm 5 砲身砲を単装砲架で10基搭載した。
対地攻撃用にバラノーフスキイ式 20口径 63.5mm 上陸砲を単装砲架で片舷1基ずつ計2基を配置した。対艦攻撃用に381mm水上魚雷発射管単装6基を搭載した。

## 艦歴
サンクトペテルブルクのBaltic Worksで建造。1889年9月（ユリウス暦）建造開始。1890年5月31日（グレゴリオ暦）起工。1892年11月3日（グレゴリオ暦）進水。1895年6月、キール運河開通式典に参列。その時はまだ受領公試前であり、正式な引き渡しは11月であった。
「リューリク」は1896年5月24日（グレゴリオ暦、以下同じ）にウラジオストクに到着した。1900年から1901年にかけてウラジオストクで改装が行われ、帆装の削減やバウスプリットの撤去がなされた。
日露戦争ではウラジオストク巡洋艦隊に属して活動する。1904年2月9日に開戦すると、同日中に装甲巡洋艦「ロシア」、「グロモボイ」、「リューリク」、防護巡洋艦「ボガツイリ」はウラジオストクから出撃し、11日に青森県の艫作崎付近で商船「奈古浦丸」を撃沈、「全勝丸」を損傷させて2月14日にウラジオストクに帰投した。
4月23日、「ロシア」、「グロモボイ」、「リューリク」、「ボガツイリ」と水雷艇2隻はウラジオストクから出撃したが、「リューリク」は速度が遅いため帰投させられた。
6月12日ないし13日、「ロシア」、「グロモボイ」、「リューリク」はウラジオストクより出撃して朝鮮海峡へ向かう。6月15日、「グロモボイ」が日本の陸軍輸送船「和泉丸」を撃沈。次いでウラジオストク艦隊は陸軍輸送船「常陸丸」を沈め、同「佐渡丸」を損傷させた。「佐渡丸」は「リューリク」から魚雷2本を撃ち込まれたが、沈没は免れている。ウラジオストク艦隊は6月16日にはイギリス船「アラントン」を拿捕し、「第九運砿丸」を停船させて同船に「和泉丸」の捕虜を移した。6月19日、または20日にウラジオストク艦隊はウラジオストクに帰投した。
6月28日、「ロシア」、「グロモボイ」、「リューリク」と仮装巡洋艦「レナ」、水雷艇8隻は出撃する。6月30日に水雷艇が元山を襲撃し、その後「レナ」と水雷艇は帰投した。朝鮮海峡へ向かった巡洋艦3隻は7月1日に日本の第二戦隊と遭遇し、逃走した。逃走中のウラジオストク艦隊に対し、日本の水雷艇隊が襲撃を試み、1隻が「リューリク」に対して魚雷を発射したが外れた。この後ウラジオストク艦隊は7月2日にイギリス船「チェルテンハム」を拿捕し、7月3日にウラジオストクに戻った。
7月17日、「ロシア」、「グロモボイ」、「リューリク」はウラジオストクより出撃。20日に津軽海峡を通過して、汽船「高島丸」、帆船「喜宝丸」、「第二北生丸」を沈め、「共同運輸丸」とイギリス船「サマーラ」を臨検した。「共同運輸丸」は「リューリク」が捕捉している。南下した艦隊は22日にドイツ船「アラビア」を拿捕し、24日にはイギリス船「ナイト・コマンダー」と帆船「自在丸」、「福就丸」を沈め、イギリス船「図南」を臨検した。「ナイト・コマンダー」は拿捕しようとしたもののウラジオストクまで行く石炭を積んでいなかったため沈められることになったと言い、「リューリク」が砲撃で沈めている。25日、艦隊はドイツ船「テア」を沈め、イギリス船「カルカス」を拿捕し、「カルカス」は「リューリク」から回航員が出されてウラジオストクへ送られた。その後艦隊は帰途に就き、再び津軽海峡を通って8月1日にウラジオストクに帰投した。